# أسل جانبي
أسل جانبي (الاسم العلمي: Juncus secundus) نوع نباتي يتبع جنس الأسل وينتمي إلى الفصيلة الأسلية.